# Bernat de Berga
Bernat de Berga   (valor desconegut - 6 d'agost de 1188) fou bisbe de Barcelona (1172-1188).
Essent ardiaca de la seu barcelonina, fou escollit bisbe (1172). consagrà les esglésies de Santa Perpètua i de Gallecs, i dotà les de Sant Esteve d’Olzinelles i Santa Maria de Piera. El 1173 emprengué obres '’ampliació de la catedral de Barcelona. El 1174 cedí el monestir de Santes Creus a l'arquebisbe de Tarragona i solucionà un conflicte jurisdiccional entre els bisbats de Barcelona i Tarragona, heretat del seu antecessor Guillem de Torroja.
Assistí a Saragossa a la boda del rei Alfons amb Sança de Castella (1177) i rebé del rei el terç de les rendes del mercat de Vilafranca del Penedès i confirmació de la recepció del delme de la moneda concedit per Ramon Berenguer III. El 1179 assistí al Tercer Concili del Laterà, on li foren confirmats els béns del bisbat com al seu predecessor.
Reforçà, amb butlla papal, la vida comunitària entre els canonges de la catedral. El 1180 assistí al capítol provincial, on s'instituí la datació dels documents segons l'Encarnació del Senyor, substituint així l’antiga segons els reis francs.
Fomentà l’activitat en el camp del dret dels jurispèrits Arnau de Caldes i Pere de Sant Joan.